# 프라바바티굽타
프라바바티굽타(산스크리트어: प्रभवतिगुप्त)는 바카타카 왕조의 마하라자 루드라세나 2세의 배우자였던 굽타 공주이자 바카타카의 여왕이었다. 남편이 죽은 후 그녀는 약 390년부터 410년까지 섭정으로서 바카타카 왕국을 효율적으로 다스렸다.

## 생애

### 초기 생애
프라바바티굽타는 굽타 제국의 황제인 찬드라굽타 2세와 쿠베라나가 황후의 딸이었다. 그녀는 루드라세나의 아버지 프리티셰나 1세의 치세 동안 바카타카 왕조의 루드라세나 2세와 결혼했다. 루드라세나는 약 5년의 짧은 기간 동안 재위하였다. 프라바바티굽타는 루드라세나와의 사이에서 디바카라세나, 다모다라세나 및 프라바라세나의 세 아들을 두었지만 아버지의 갑작스런 죽음 당시에는 그들 중 누구도 성인이 아니었다.

### 바카타카 왕국의 섭정
루드라세나와 프라바바티굽타의 장남인 디바카라세나는 바카타카 왕국의 유바라자였지만, 아직 어린 아이였기 때문에, 프라하바티굽타는 왕국의 섭정을 맡았고 디바카라세나의 이름으로 통치했다. 프라바바티굽타는 섭정으로서 적어도 13년 동안 통치했는데, 이는 그녀가 스스로를 "유바라자 디바카라세나의 어머니"라고 부르며 통치한 지 13년째에 기부금이 지급되었다는 내용이 푸네 동판에 적혀있다는 것을 통해 알수 있다. 프라하바티굽타는 디바카라세나 유바라자가 16세가 되어 당대 기준으로 성인이 된 이후에도 바카타카 정부의 통치권을 유지한 것으로 보이는데, 디바카라세나가 그의 부계인 마하라자로 즉위했다는 증거가 없기 때문이다. 프라하바티굽타의 지속적인 정치적 지배는 디바카라세나가 자신의 이름으로 통치하는 것을 방해하는 특별한 상황 때문이거나 단순히 프라하바티굽타 자신의 권력욕 때문인 것으로 추정된다.
결국 410년경 그의 남동생 다모다라세나가 왕위를 계승하였다. 이때에도 한동안 프라바바티굽타가 그를 대신하여 섭정으로 활동했을 가능성이 있다. 프라하바티굽타의 집권 기간 동안, 바카타카에 대한 굽타의 영향력이 최고조에 달했다. 프라하바티굽타의 비문은 그녀 자신의 굽타 족보를 제공하고 그녀 자신의 출생 연줄을 강조한다. 그녀의 고트라는 바카타카 왕조의 비슈누브리다 고트라가 아닌 그녀의 아버지의 고트라였던 다라나로 주어진다. 실제로 20여년에 걸친 프라바바티굽타의 섭정 기간 동안 바카타카 왕국은 "실질적으로 굽타 제국의 일부"였다.

### 말년
프라바바티굽타는 섭정이 끝난 후에도 몇십년 동안 공직 생활에서 활동했다. 그녀의 아들 프라바라세나 2세(c.420-455) 통치 19년에 그녀가 "유명한 마하라자 다모다라세나와 프라바라세나의 어머니"라고 불리며 보조금을 받았던 것을 확인할 수 있다. 그녀는 4년 후 프라바라세나 2세가 현생과 내세에서 자신과 어머니의 영적 복지를 위해 기부금을 지급했을 때에도 여전히 살아 있었다. 파트나 박물관 동판에서는 프라바세나의 기부로 인한 모든 종교적 공로가 태후에게 귀속된다고 말한다. 프라하바티굽타는 바가바트(비슈누)의 신자로 묘사되며, 나그푸르 근처의 람텍에서 신과 동일시되는 그녀의 수호신 라마기리스바민의 이름으로 헌장을 발표했기 때문에 종교적 문제에 깊이 관여한 것으로 보인다.